# Christian Reitz
Christian Reitz (n. 29 aprilie 1987, Löbau, Saxonia, Germania) este un trăgător de tir german, medaliat olimpic. A participat la 4 ediții ale Jocurilor Olimpice (2008, 2012, 2016, 2020) în care a câștigat o medalie de bronz.